# Bachihalli, Chiknayakanhalli
Bachihalli là một làng thuộc tehsil Chiknayakanhalli, huyện Tumkur, bang Karnataka, Ấn Độ.